# Vale de Cavalos
Vale de Cavalos es una freguesia portuguesa del concelho de Chamusca, con 118,91 km² de superficie y 1.256 habitantes (2001). Su densidad de población es de 10,6 hab/km².